# Kumpei Kakuta
Kumpei Kakuta (japanisch 角田 薫平 Kakuta Kumpei; * 8. Mai 1999 in der Präfektur Kanagawa) ist ein japanischer Fußballspieler.

## Karriere
Kumpei Kakuta erlernte das Fußballspielen in den Jugendmannschaften des Konan FC und Shonan Bellmare Odawara, in der Schulmannschaft der Hiratsuka Gakuen High School sowie in der Universitätsmannschaft der Universität Kanagawa. Seinen ersten Vertrag unterschrieb er im Januar 2022 bei Albirex Niigata (Singapur). Der Verein ist ein Ableger des japanischen Zweitligisten Albirex Niigata, der in der ersten singapurischen Liga, der Singapore Premier League, spielt. Sein Erstligadebüt gab Kumpei Kakuta am 25. Februar 2022 (1. Spieltag) im Heimspiel gegen Tanjong Pagar United. Hier stand er in der Startelf und spielte die kompletten 90 Minuten. Tanjong Pagar United gewann das Spiel 2:0. Am Ende der Saison feierte er mit Albirex die singapurische Meisterschaft. Nach der Meisterschaft ging er wieder nach Japan. Hier unterschrieb er einen Vertrag beim Fünftligisten Fukuyama City FC. Mit dem Klub aus Fukuyama spielt er in der Chūgoku Soccer League.

## Erfolge
Albirex Niigata (Singapur)
- Singapurischer Meister: 2022